# Морріс (округ, Канзас)
Шаблон:StateAbbr_ 38°42′00″ пн. ш. 96°38′00″ зх. д. / 38.7° пн. ш. 96.6333° зх. д.
Округ Морріс (англ. Morris County) — округ (графство) у штаті Канзас, США. Ідентифікатор округу 20127.

## Історія
Округ утворений 1859 року.

## Демографія
За даними перепису 
2000 року 
загальне населення округу становило 6104 осіб, усе сільське.
Серед мешканців округу чоловіків було 3005, а жінок — 3099. В окрузі було 2539 домогосподарств, 1777 родин, які мешкали в 3160 будинках.
Середній розмір родини становив 2,9.
Віковий розподіл населення поданий у таблиці:
| Стать    | До 15 років | 15-21 | 22-29 | 30-39 | 40-49 | 50-65 | 65-85 | Понад 85 |
| -------- | ----------- | ----- | ----- | ----- | ----- | ----- | ----- | -------- |
| Чоловіки | 655         | 268   | 173   | 364   | 481   | 502   | 496   | 66       |
| Жінки    | 587         | 248   | 196   | 382   | 465   | 500   | 574   | 147      |

## Суміжні округи
- Гірі — північ
- Вабонсі — північний схід
- Лайон — південний схід
- Чейс — південь
- Меріон — південний захід
- Дікінсон — захід

## Виноски
1. ↑  U.S. Decennial Census. United States Census Bureau. Архів оригіналу за 19 липня 2018. Процитовано 27 липня 2014.
2. ↑  Historical Census Browser. University of Virginia Library. Архів оригіналу за 11 серпня 2012. Процитовано 27 липня 2014.
3. ↑  Population of Counties by Decennial Census: 1900 to 1990. United States Census Bureau. Архів оригіналу за 5 червня 2019. Процитовано 27 липня 2014.
4. ↑  Census 2000 PHC-T-4. Ranking Tables for Counties: 1990 and 2000 (PDF). United States Census Bureau. Архів оригіналу (PDF) за 18 грудня 2014. Процитовано 27 липня 2014.
5. ↑  State & County QuickFacts. United States Census Bureau. Архів оригіналу за 6 червня 2011. Процитовано 27 липня 2014.(англ.) Наведено за англійською вікіпедією.
6. ↑  American FactFinder. Бюро перепису населення США. Архів оригіналу за 26 лютого 2012. Процитовано 31 січня 2008.

| США | Це незавершена стаття з географії США. Ви можете допомогти проєкту, виправивши або дописавши її. |